# Pilot 775 SE
Pilot 775 SE är en svensk lotsbåt som byggdes 1992 som Tjb 775 av Smögens Plåt & Svetsindustri AB på Smögen till Sjöfartsverket i Norrköping. Tjb 775 stationerades vid Västerviks lotsplats. År 2002 flyttas båten till Oskarshamns lotsplats. År 2005 döptes båten om till Pilot 775 SE.